# Sarah Mitton
Sarah Dawn Mitton (Brooklyn, 20 giugno 1996) è una pesista canadese.

## Biografia
Nata in Nuova Scozia, Mitton inizia la propria carriera nell'atletica leggera gareggiando nell'eptathlon a livello nazionale dal 2013 per poi specializzarsi soprattutto nel getto del peso. Ha esordito internazionalmente nel 2015, prendendo parte ai Campionati panamericani juniores. Nel 2019, prima di debuttare con la nazionale seniores ai Giochi panamericani e ai Mondiali, ha vinto una medaglia d'oro alle Universiadi in Italia.
Tra il 2024 e il 2025 si è laureata per due volte campionessa mondiale indoor.

## Palmarès
| Anno                | Manifestazione          | Sede           | Evento         | Risultato | Prestazione | Note                                     |
| ------------------- | ----------------------- | -------------- | -------------- | --------- | ----------- | ---------------------------------------- |
| 2015                | Panamericani U20        | Edmonton       | Getto del peso | 4ª        | 14,57 m     |                                          |
| 2017                | Universiadi             | Taipei         | Getto del peso | 10ª       | 16,32 m     |                                          |
| 2019                | Universiadi             | Napoli         | Getto del peso | Oro       | 18,31 m     |                                          |
| Giochi panamericani | Lima                    | Getto del peso | 6ª             | 17,62 m   |             |                                          |
| Mondiali            | Doha                    | Getto del peso | 24ª (q)        | 17,24 m   |             |                                          |
| 2021                | Giochi olimpici         | Tokyo          | Getto del peso | 28ª (q)   | 16,62 m     |                                          |
| 2022                | Mondiali indoor         | Belgrado       | Getto del peso | 7ª        | 19,02 m     |                                          |
| 2022                | Mondiali                | Eugene         | Getto del peso | 4ª        | 19,77 m     |                                          |
| 2022                | Giochi del Commonwealth | Birmingham     | Getto del peso | Oro       | 19,03 m     |                                          |
| 2022                | Campionati NACAC        | Freeport       | Getto del peso | Oro       | 61,86 m     | Record dei campionati                    |
| 2023                | Mondiali                | Budapest       | Getto del peso | Argento   | 20,08 m     | Miglior prestazione personale stagionale |
| 2023                | Giochi panamericani     | Santiago       | Getto del peso | Oro       | 19,19 m     |                                          |
| 2024                | Mondiali indoor         | Glasgow        | Getto del peso | Oro       | 20,22 m     | Miglior prestazione personale stagionale |
| 2024                | Giochi olimpici         | Parigi         | Getto del peso | 12ª       | 17,48 m     |                                          |
| 2025                | Mondiali indoor         | Nanchino       | Getto del peso | Oro       | 20,48 m     |                                          |

## Altre competizioni internazionali
2024
- Vincitrice della Diamond League nella specialità del getto del peso